# Yushania tessellata
Yushania tessellata là một loài thực vật có hoa trong họ Hòa thảo. Loài này được (Holttum) S.Dransf. miêu tả khoa học đầu tiên năm 1983.